# 中村正人 (宇宙科学者)
中村 正人（なかむら まさと、1959年4月27日 - ）は、日本の物理学者。神奈川県出身。
宇宙航空研究開発機構 (JAXA)・宇宙科学研究所 (ISAS) 教授、金星探査機あかつきのプロジェクトマネージャーを務めた。

## 略歴
- 1978年 麻布高等学校卒業
- 1982年 東京大学理学部地球物理学科卒業
- 1984年 東京大学大学院理学系研究科地球物理学専攻修士課程修了
- 1987年 東京大学大学院理学系研究科地球物理学専攻博士課程修了、理学博士、マックスプランク研究所研究員
- 1990年 宇宙科学研究所助手
- 1993年 東京大学大学院理学系研究科助教授
- 2002年 宇宙科学研究所共通基礎研究系教授
- 2023年 宇宙科学研究所を勇退[4]

## 人物・エピソード
- 趣味はピアノ[2]。
- 自身のことを「比較的不真面目な人間」と評しており、「そのほうが良いとも思っております」として肯定的に捉えている[2]。
- DREAMS COME TRUEの中村正人と同姓同名（年齢も1つしか違わない）。それに因んでか、2015年12月に『あかつき』の金星周回軌道投入に成功した際には「Our dreams will come true.」とその成功を宣言した[5]。